# Toxicoscordion venenosum
Espèce
Synonymes
- Toxicoscordion arenicola A.Heller[1]
- Toxicoscordion salinum (A.Nelson) R.R.Gates[1]
- Toxicoscordion venenosum var. venenosum[1]
- Zigadenus diegoensis Davidson[1]
- Zigadenus salinus A.Nelson[1]
- Zigadenus venenosus S. Wats.[2]
- Zigadenus venenosus S.Watson[1]

Toxicoscordion venenosum, communément nommé la mort de camas et la mort de camas de prairie, est une espèce de plantes à fleurs  de la famille des Mélanthiacées. Il est originaire de l'ouest de l'Amérique du Nord.
La plante est appelée alapíšaš en sahaptin et nupqasaquǂ ("noup-ka-sa-couch") en ktunaxa.

## Description
Toxicoscordion venenosum pousse jusqu'à 70 centimètres de haut avec de longues feuilles basales ressemblant à de l'herbe. Les bulbes sont de forme ovale et ressemblent à des oignons, mais n'ont pas l'odeur des oignons comestibles du genre Allium.
Les fleurs sont de couleur crème ou blanche et grandissent en (? pointed clusters), la floraison durant d'avril à juillet.

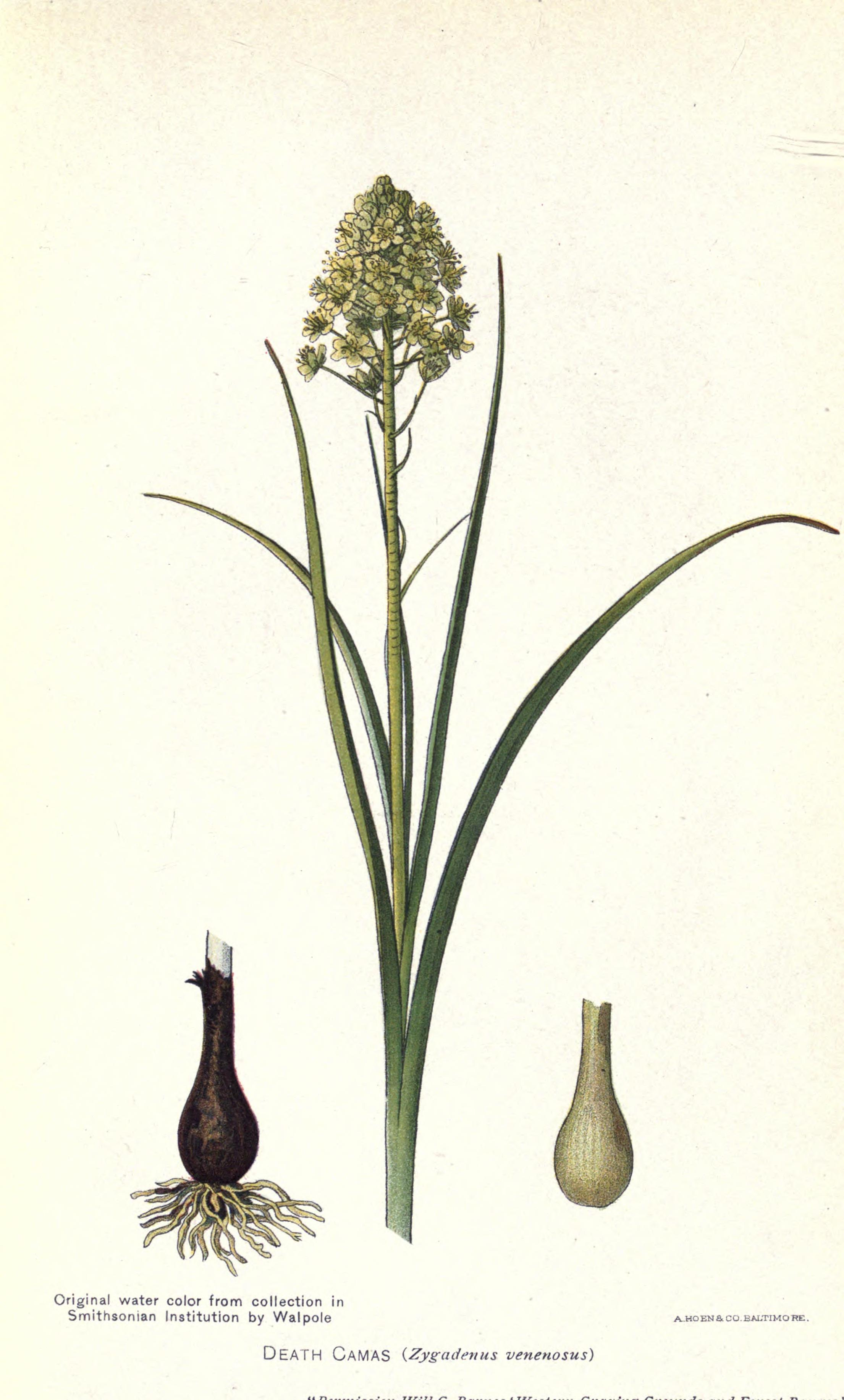
Planche botanique de 1916.
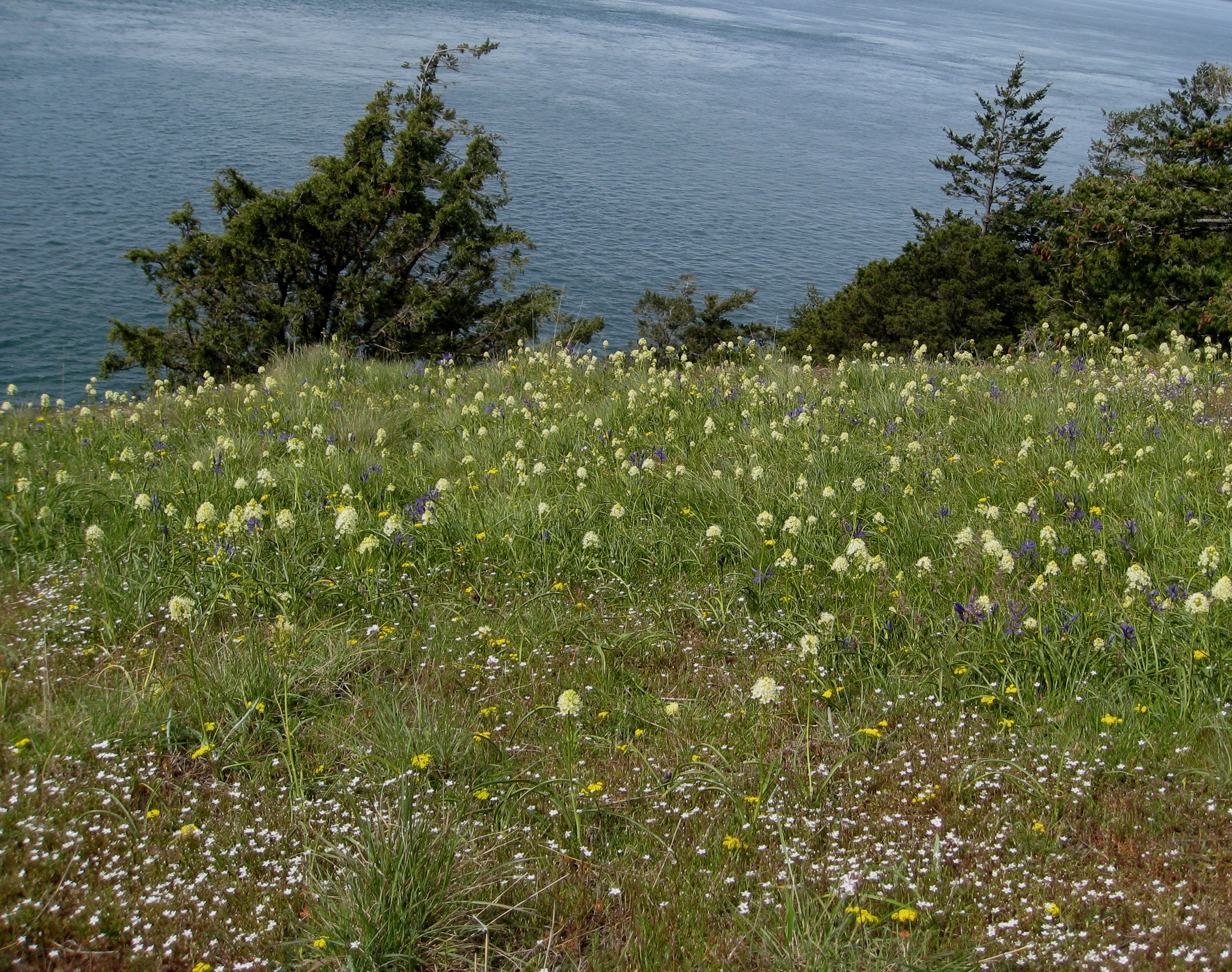
Prairie mêlant Mort de camas (fleurs blanches) et Camas commune (fleurs bleues ou blanches).
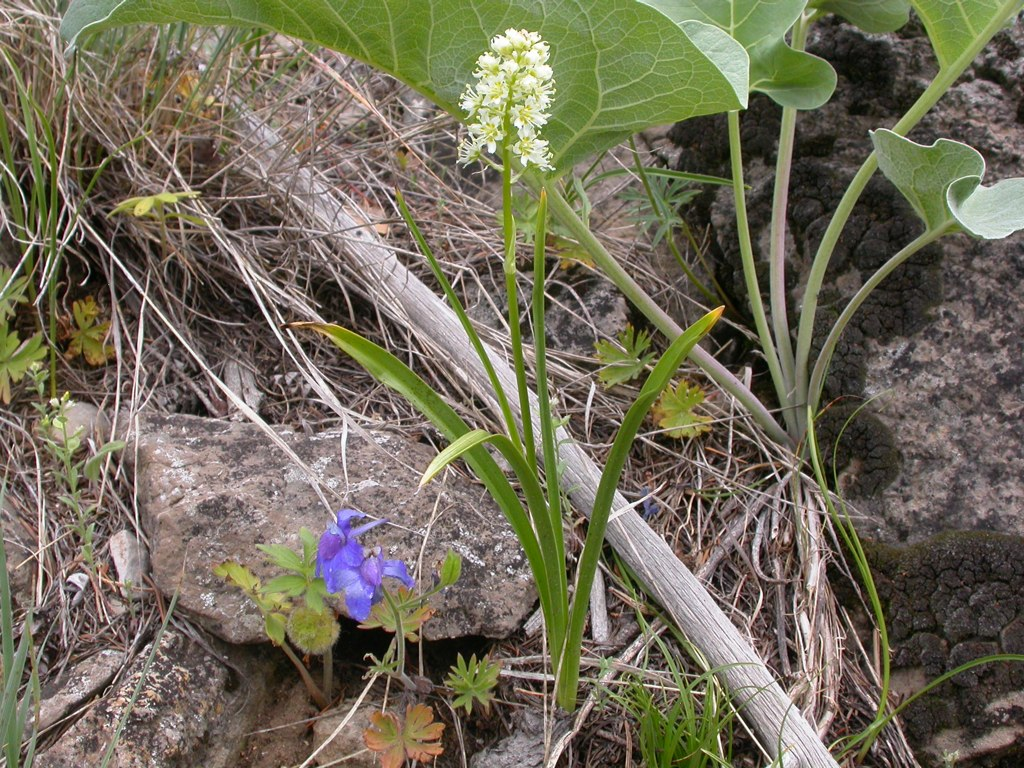
Aspect d'ensemble.
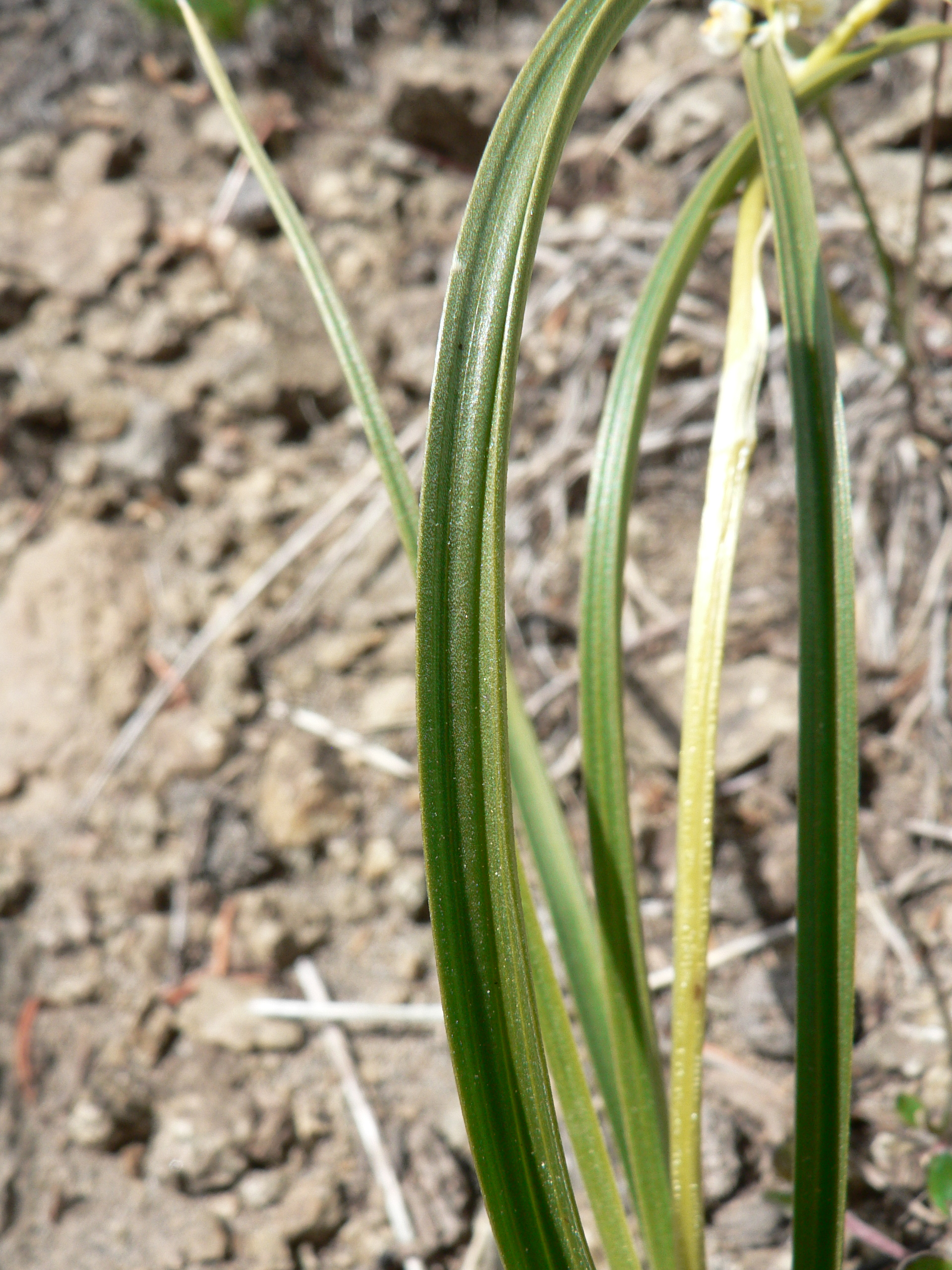
Détail du feuillage.
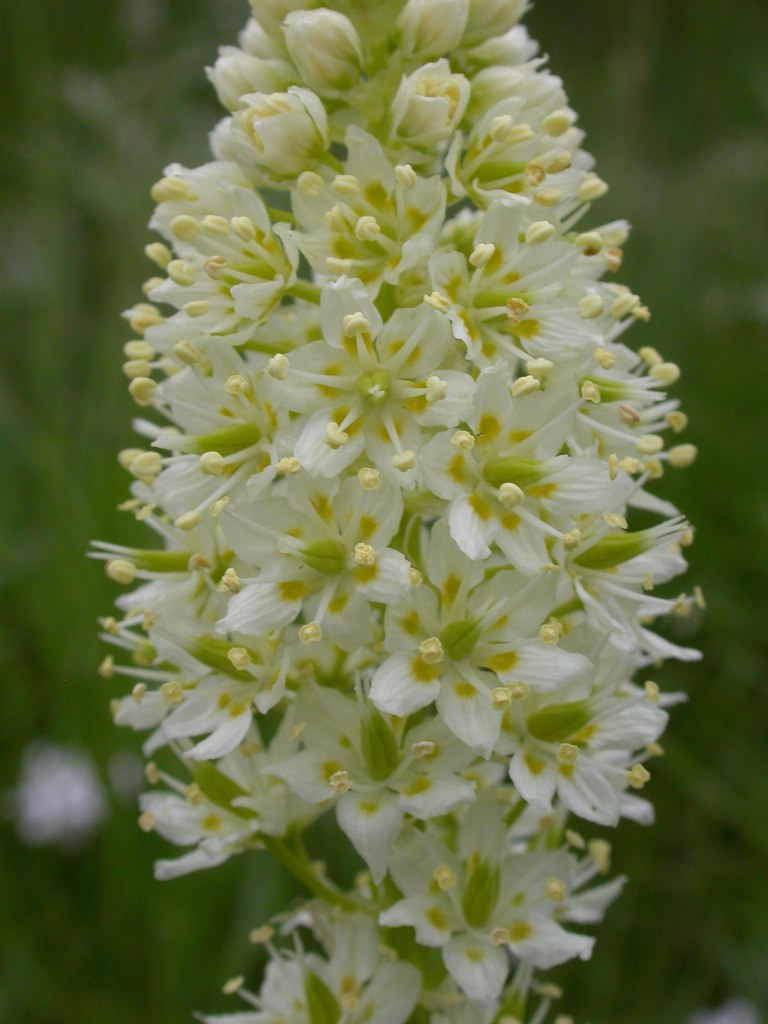
Détail de l'inflorescence.

## Classification
Cette espèce a été décrite en 1879 sous le basionyme de Zigadenus venenosus par Sereno Watson (1826-1892), puis recombinée dans le genre Toxicoscordion en 1903 par Per Axel Rydberg (1860-1931),.
En classification phylogénétique APG III (2009), l'espèce fait partie du genre Toxicoscordion, dans la famille des Melanthiaceae, tandis que dans la classification classique de Cronquist (1981), elle faisait partie du genre Zigadenus, dans la famille des Liliaceae.

### Variétés
Les variétés sont :

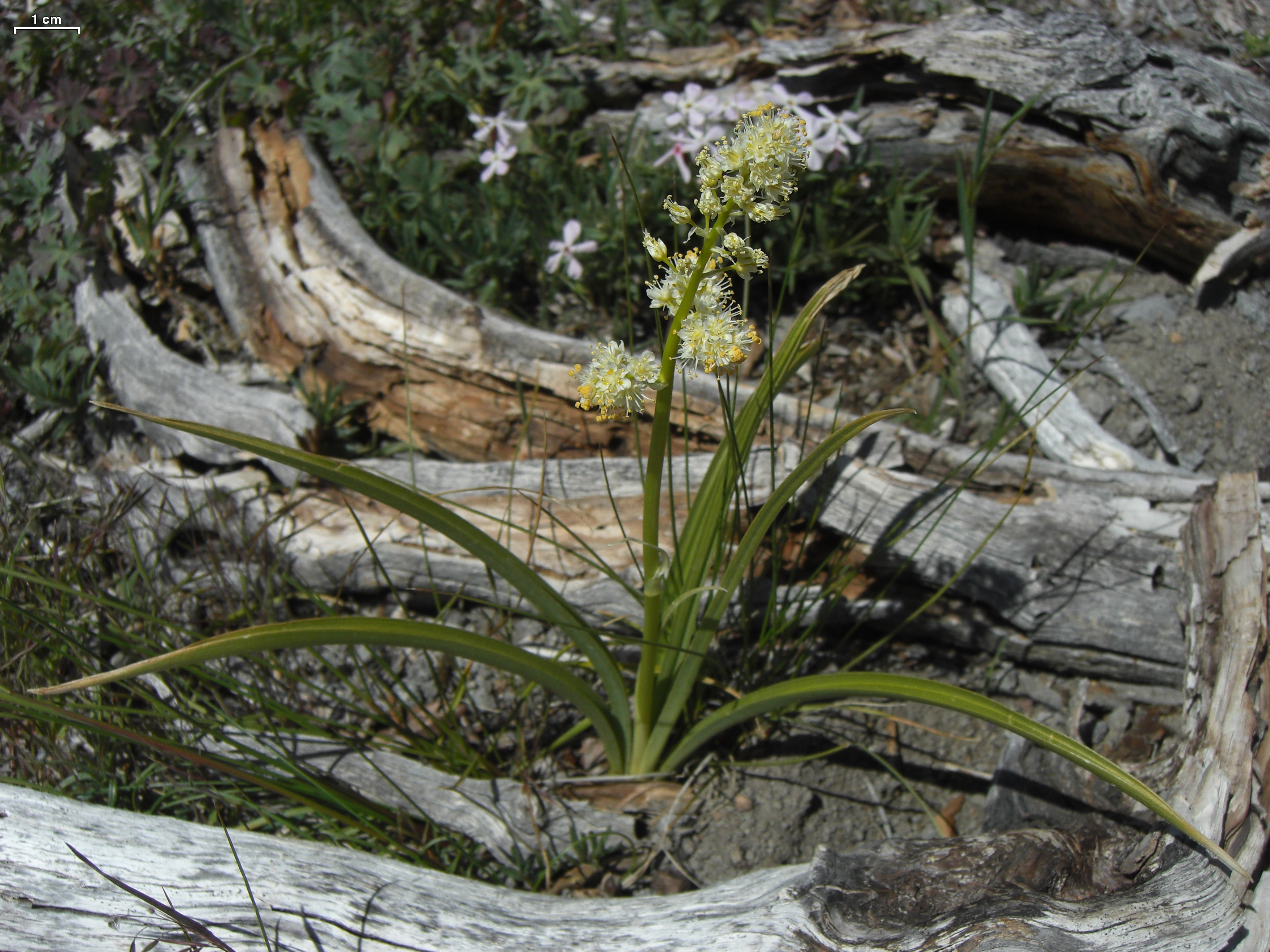
Toxicoscordion venenosum var. venenosum à Reno (U.S.A.)

- Toxicoscordion venenosum var. gramineum (Rydb.) Brasher
- Toxicoscordion venenosum var. venenosum — une variété ou la seule espèce actuelle de la classification[10],[11]

## Distribution
La plante est très répandue dans une grande partie de l'Ouest du Canada, de l'Ouest des États-Unis et dans le nord de l'État mexicain de Basse-Californie,,,,. Ils ont tendance à croître dans les prairies sèches et collines sèches ainsi que d'armoise pentes et les forêts de montagne,,.

## Toxicité
Toutes les parties de la plante sont toxiques. Elle est dangereuse pour les humains comme pour le bétail. La consommation d'une quantité équivalente à entre 2 et 6 % du poids du corps de l'animal est susceptible d'être mortelle,. Tout comme d'autres alcaloïdes, la zygacine et d'autres esters toxiques de la zygadénine sont les principaux alcaloïdes neurologiques qui contribuent à la toxicité de la plante.